# Lonchaea cilicornis
Lonchaea cilicornis är en tvåvingeart som beskrevs av Willi Hennig 1948. Lonchaea cilicornis ingår i släktet Lonchaea och familjen stjärtflugor.
Artens utbredningsområde är Peru. Inga underarter finns listade i Catalogue of Life.